# Rhinogecko misonnei
Rhinogecko misonnei är en ödleart som beskrevs av De Witte 1973. Rhinogecko misonnei ingår i släktet Rhinogecko och familjen geckoödlor. IUCN kategoriserar arten globalt som livskraftig. Inga underarter finns listade i Catalogue of Life.
Arten förekommer i ökenområdet Dasht-e Lut i Iran. Det finns bara lite växtlighet i regionen. Honor lägger ägg.